# Phialomyces arenicola
Espèce
Phialomyces arenicola est une espèce de champignons Ascomycètes de la famille des Aspergillaceae.

## Historique
Phialomyces arenicola a été décrite d'après une souche (souche type à cette époque) isolée en Ukraine dans une forêt de pins près de Kiev, sous le nom de Penicillium arenicola en 1950. Des études phylogénétiques ont ensuite montré qu'elle était plus proche du genre Phialomyces.

## Description
Cette espèce peut produire des conidiophores terverticillés.

## Taxonomie
Le nom correct complet (avec auteur) de ce taxon est Phialomyces arenicola (Chalab. (d)) Houbraken (d), Frisvad (d) & Samson (d), 2020.
L'espèce a été initialement classée dans le genre Penicillium sous le basionyme Penicillium arenicola Chalab., 1950. La souche type de l'ex-Penicillium arenicola CDS 220 66 a été déposée dans différentes banques de cultures sous les identifiants ATCC 18321 et ATCC 18330 et IMI 117658 et NRRL 3392. Elle a été confirmée comme appartenant au genre Phialomyces et non à Penicillium à la suite d'une analyse phylogénétique regroupant dans le même genre, les espèces Penicillium arenicola, Merimbla humicoloides et Phialomyces macrosporus.
Phialomyces arenicola a pour synonymes :
- Penicillium arenicola Chalab., 1950
- Penicillium canadense G. Sm., 1956

## Publication originale
- (en) J. Houbraken, S. Kocsubé, C.M. Visagie, N. Yilmaz, X.C. Wang, M. Meijer, B. Kraak, V. Hubka, K. Bensch, R.A. Samson et J.C Frisvad, « Classification of Aspergillus, Penicillium, Talaromyces and related genera (Eurotiales): An overview of families, genera, subgenera, sections, series and species », Studies in Mycology, Pays-Bas, vol. 95,‎ mars 2020, p. 5-169 (ISSN 0166-0616, e-ISSN 1872-9797, DOI 10.1016/j.simyco.2020.05.002, lire en ligne)